# جوزيف كونينغ
جوزيف كونينغ (بالألمانية: Joseph König)‏ هو كيميائي ألماني، ولد في 15 نوفمبر 1843 في Haltern am See ‏ في ألمانيا، وتوفي في 12 أبريل 1930 في مونستر في ألمانيا.